# María Teresa Gutiérrez de MacGregor
María Teresa Gutiérrez Vázquez, también conocida como María Teresa Gutiérrez de MacGregor, (Ciudad de México, 1927 - Ciudad de México, 6 de septiembre de 2017) fue una geógrafa, investigadora, catedrática y académica mexicana. Se ha especializado en el estudio de la geografía urbana y de la geografía de la población.

## Semblanza biográfica
Es hija de padres santanderinos, Cosme Gutiérrez y Prudencia Vázquez. Realizó sus primeros estudios en la Escuela Nacional Preparatoria. Ingresó a la Facultad de Filosofía y Letras de la Universidad Nacional Autónoma de México (UNAM) para cursar una maestría cum laude y un doctorado en Geografía en 1959 y 1965 respectivamente.
Contrajo matrimonio con el entomólogo Raúl MacGregor. Adicionalmente, realizó cursos de posgrado en el London School of Economics y un doctorado summa cum laude (mention très bien) en geografía urbana en el Institut de Géographie de la Universidad de París, en donde fue discípula de Jacqueline Beaujeu-Garnier.
Inició sus labores de docencia como ayudante del doctor Pedro Carrasco Garrorena en la clase de meteorología en 1944. Posteriormente impartió clases de geografía humana, geografía de México, lexicología geográfica, laboratorio de meteorología, geografía económica y geografía demográfica. Ha impartido clases en la Universidad de Liverpool, en la Universidad de Tennessee, en la Universidad de Tsukuba, en la Universidad Complutense de Madrid, en el University College de Londres, en la Universidad Libre de Bruselas y en la Academia de Ciencias de Polonia.
Es investigadora de tiempo completo en el Instituto de Geografía de la Universidad Nacional Autónoma de México, el cual ha dirigido en dos ocasiones, de 1971 a 1977 y de 1983 a 1989. Durante su gestión impulsó y coordinó la publicación del Atlas Nacional de México. Es investigadora nivel III del Sistema Nacional de Investigadores. De 1992 a 1994 fue coordinadora de la sección de Geociencias de la Academia de la Investigación Científica. Es miembro honorario del Seminario de Cultura Mexicana. Fue vicepresidente de la Unión Geográfica Internacional de 1984 a 1992. Es miembro honorario correspondiente de la Royal Geographical Society de Londres desde 1980 y miembro de honor de la Société de Géographie de París desde 1983.

## Premios y distinciones
- Medalla al mérito "Benito Juárez" por la Sociedad Mexicana de Geografía y Estadística en 1992.
- Reconocimiento de la Third World Organization for Women in Science (TWOWS) en 1994.
- Medalla conmemorativa del 30 aniversario de la Academia de Ciencias de Cuba, en 1994.
- Investigadora Nacional Emérita por el Sistema Nacional de Investigadores de México desde 1994.
- Investigadora Emérita por el Instituto de Geografía de la Universidad Nacional Autónoma de México (UNAM) desde 1996.
- Miembro honorario del Seminario de Cultura Mexicana.
- Reconocimiento "Forjadores de la Ciencia", por la UNAM en 2003.
- Medalla "Juana Ramírez de Asbaje", por la UNAM en 2003.[5]
- Presea al Mérito Geográfico por la Facultad de Geografía de la Universidad Autónoma del Estado de México en 2003.
- Laureat d'Honneur por la Unión Geográfica Internacional, entregado durante el XXX Congreso Geográfico Internacional en Glasgow, Escocia, en 2004.[6]
- Doctor honoris causa por la Universidad Nacional Autónoma de México en 2011.[7]

## Obras publicadas
Ha colaborado para diversas revistas de divulgación científica. Ha escrito capítulos de varios libros publicados en Estados Unidos, Gran Bretaña, Bélgica, España, Francia, México y Polonia. Entre algunos de sus publicaciones se encuentran:
- Geografía física de Jalisco, tesis de maestría, 1959.
- Geografía humana de Jalisco, demografía, tesis de doctorado, 1965.
- Desarrollo y distribución de la población urbana en México, 1965.
- Étude sur les structures du commerce alimentaire en libre sevice en Picardie, France, tesis de doctorado en Francia, 1969.
- Geografía urbana. Nacimiento de las primeras ciudades en el Viejo Mundo, 1994.